# Heinz Holliger

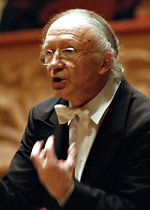
Heinz Holliger

Heinz Holliger (Langenthal, 21 mei 1939) is een Zwitsers hoboïst, fluitist, componist en dirigent. Hij is een zoon van een arts.
Hij onderscheidt zich van andere hoboïsten door zijn enorme virtuositeit. Zijn spel verraadt dat hij in de Franse hobo-traditie werd opgeleid. Zijn Parijse leraar was Pierre Pierlot, een gerenommeerd hoboïst.
Holliger speelde niet alleen stukken uit het klassieke maar ook uit het moderne repertoire. Hij speelt ook elektrische fluit, een instrument dat zich vooral leent voor dit moderne repertoire. Een aantal componisten schreven speciaal voor hem composities.
Naarmate hij ouder werd schroefde hij zijn hobo-activiteit terug ten voordele van zijn inzet als componist en dirigent. Een van de resultaten daarvan is de Scardanelli-Zyklus die hij componeerde tussen 1975 en 1991 op gedichten van Friedrich Hölderlin (voor solo-fluit, klein orkest en gemengd koor). Andere werken zijn zijn Gesänge der Frühe en Partita.
Onder zijn eigen opnames vindt hij de hoboconcerten opus 9 van Tomaso Albinoni - die hij met Maurice Bourgue, zijn studiegenoot, maakte - het geslaagdst. Andere aanbevelenswaardige opnamen zijn de triosonates van Jan Dismas Zelenka en de gereconstrueerde hoboconcerten van Johann Sebastian Bach.
Tot haar sterven op 21 January 2014, was Holliger getrouwd met Ursula Hänggi, een befaamde harpiste. Zij hebben samen enkele werken opgenomen, waaronder een sonate van Carl Philipp Emanuel Bach, waarbij de klavecimbelpartij is omgezet naar een harppartij.
- Bibsys: 1069955
- Biblioteca Nacional de España: XX847768
- Bibliothèque nationale de France: cb12497899s (data)
- CiNii: DA05368832
- Gemeinsame Normdatei: 118553097
- International Standard Name Identifier: 0000 0001 1032 8710
- Library of Congress Control Number: n80125200
- Nationale Bibliotheek van Letland: 000045711
- MusicBrainz: cd5a15f3-8937-49da-9719-d3790136802c
- Bibliotheek van het Japanse parlement: 001186616
- Nationale Bibliotheek van Tsjechië: xx0035329
- Nationale bibliotheek van Australië: 35712454
- Nationale Bibliotheek van Israël: 987007277285505171
- Nationale Bibliotheek van Polen: a0000001528022
- Nationale en Universitaire bibliotheek Zagreb: 000593673
- Nederlandse Thesaurus van Auteursnamen: 070512337
- Réseau des bibliothèques de Suisse occidentale: 02-A003379720
- Istituto Centrale per il Catalogo Unico: VEAV046622
- SNAC: w64f1x1j
- Système universitaire de documentation: 034195904
- Theaterlexikon der Schweiz: Heinz_Holliger
- Trove: 1053386
- Virtual International Authority File: 111708400
- WorldCat: E39PBJkMJHxr6qMjwTW83DgqcP